# Cyrtodactylus wayakonei
Cyrtodactylus wayakonei es una especie de gecos de la familia Gekkonidae.

## Distribución geográfica
Es endémica del norte de Laos y la zona adyacente de Yunnan (China).